# Lotte Laserstein

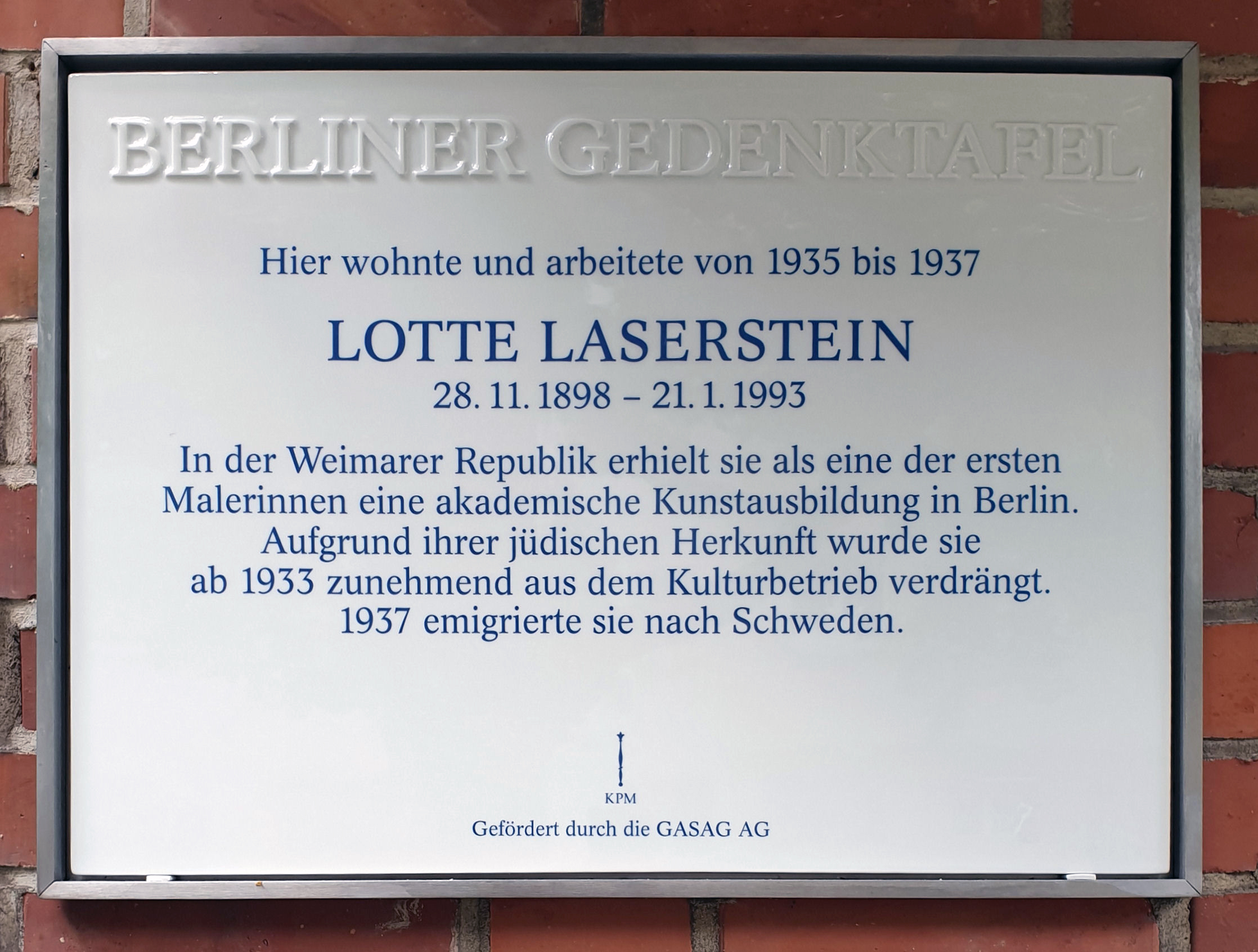
Tablica pamiątkowa w Berlinie w budynku przy Jenaer Strasse 3, gdzie w latach 1935–1937 mieszkała Lotte Laserstein

Lotte Laserstein (ur. 28 listopada 1898 w Pasłęku, zm. 21 stycznia 1993 w Kalmarze) – niemiecka malarka, po 1937 osiadła na stałe w Szwecji.

## Życiorys
Lotte Laserstein urodziła się w 1898 w Pasłęku w Prusach Górnych w rodzinie Hugo Lasersteina. farmaceuty i Mety Birnbaum, pianistki, nauczycielki muzyki i malarki na porcelanie. Jej ojciec zmarł w 1902, kiedy miała cztery lata i wraz z matką i siostrą Käte przeniosły się do domu babci ze strony matki artystki, Idy Birnbaum i ciotki, siostry matki Elsy Birnbaum, do Gdańska. Tu pod okiem matki i ciotki, która prowadziła prywatną szkołę malarstwa, Laserstein uczy się rysunku. W 1912 rodzina przeniosła się do Berlina.
Od 1918 artystka studiowała filozofię i historię sztuki na Uniwersytecie Friedrich Wilhelma w Berlinie; od 1920 do 1921 pobierała też prywatne lekcje malarstwa u Leo von Königa. W latach 1921–1927 studiowała na Pruskiej Akademii Sztuki (niem. Preußische Akademie der Künste, która w 1931 przekształciła się w Berlińska Akademię Sztuki niem. Akademie der Künste) uczęszczając na lekcje malarstwa pod kierunkiem Ericha Wolfsfelda. Bardzo szybko też zyskała miano „wybitnej uczennicy”, w 1925 otrzymała Złoty Medal Berlińskiej Akademii Sztuki. Aby zarobić na swoje utrzymanie, zajmowała się także podczas studiów ilustracjami do książek i sztuką użytkową. Było to spowodowane znacznymi kłopotami finansowymi jej rodziny, która wskutek kryzysu finansowego i inflacji w latach 1922–1924 straciła sporą część swojego majątku. W 1927 ukończyła studia – była pierwszą kobietą-studentką, która ukończyła Berlińską Akademię Sztuki. Dzięki temu otrzymała po jej ukończeniu swoją własną pracownię w Berlinie, w której udziela prywatnych lekcji malarstwa. W 1929 zostaje przyjęta do Berlińskiego Stowarzyszenia Kobiet Artystek. Zaliczana do najciekawszych artystów i artystek tworzących w nurcie Nowej Rzeczowości.
Obrazy, które namalowała pomiędzy 1927 a 1933, głównie powstałe w Berlinie, uważane są dziś za jej najlepsze prace, mimo że w ciągu swojego życia namalowała łącznie ponad dziesięć tysięcy prac, w tym trzysta obrazów i sto rysunków.
W 1931 r. zrealizowała swoją pierwszą indywidualną wystawę w Galerie Gurlitt w Berlinie. Wystawiła na niej Wieczór nad Poczdamem, obraz, który określa się jako najważniejszy w jej dorobku, ukazujący w sposób metaforyczny społeczeństwo Republiki Weimarskiej u jej schyłku, w momencie wypalenia i rozpadu.
Laserstein głównie malowała kobiety, też ich nagie akty. Portretowała je w stylu charakterystycznym dla lat 20.; z krótkimi włosami, z papierosami, modnie ubranymi, wysportowanymi, w typie „nowej, niezależnej, wyzwolonej i wyemancypowanej kobiety”. Często również sama siebie tak przedstawiała na autoportretach. Do wielu z jej prac pozowała malarka i fotografka Gertrud Traute Rose, którą poznała w 1925. Była nie tylko jej modelką, ale i partnerką życiową przez wiele lat. Przedstawiała „nową kobietę” i sama tak wyglądała. Zazwyczaj nosiła włosy w stylu „bob Eaton”, co nadało jej wygląd androgyniczny.
W 1933 po dojściu nazistów do władzy w Niemczech, ze względu na swoje żydowskie pochodzenie, miała zakaz wystawiania swoich prac, została też usunięta z Berlińskiego Stowarzyszenia Kobiety Artystek. W 1935 jej prywatne studio nauki malarstwa zostało zamknięte, a materiały potrzebne do malowania może kupować jedynie za pośrednictwem swoich przyjaciół. Pracuje jako nauczycielka w prywatnej Żydowskiej Szkole prowadzonej przez Helene Zickel. W 1937 zdecydowała się na przeniesienie do Szwecji. Zamieszkała na stałe w Sztokholmie, gdzie uczyła malarstwa i wykonywała portrety na zamówienie. W grudniu tego samego roku miała miejsce jej wystawa portretów w Galerie Moderne w Sztokholmie. W następnym roku, aby uzyskać szwedzkie obywatelstwo, poślubiła pro forma Svena Marcusa, z którym nigdy nie zamieszkała. Zabiegała też usilnie o sprowadzenie matki i siostry. Po nieudanych próbach sprowadzenia matki, dowiaduje się, że zginęła ona w obozie w Ravensbrück w 1943. Siostra Käte (1900–1965), która ocalała ukrywana podczas wojny w Berlinie, do końca życia zmagała się z głęboką traumą.
Większość prac, które Laserstein pozostawiała w Berlinie, została przemycona przez Traute Rose do Szwecji, dzięki czemu zachowały się i nie podzieliły losu wielu prac, które znalazły się na zakazanym indeksie nazistów. W 1946 odwiedziła po raz pierwszy od czasu emigracji Niemcy i spotkała się po latach z Traute Rose i jej mężem. W 1954 przeniosła się do miasteczka Kalmar. W tym czasie odbyła wiele podróży do Włoch, Francji, Szwajcarii, Hiszpanii i Stanów Zjednoczonych.
W 1963 dołączyła do Szwedzkiej Akademii Sztuk Pięknych. W 1977 otrzymała Kalmarską Nagrodę Kultury.
Jej obraz Morning Toilette namalowany w 1930 był pierwszą zakupioną pracą do zbiorów National Museum of Women in the Arts w Waszyngtonie w 1988.
Zmarła w mieście Kalmar w wieku 95 lat w 1993.

## Wystawy
- 1928–1931: brała udział w 22. wystawach i różnych konkursach
- 1931: indywidualna wystawa w Galerie Gurlitt
- 1938: wystawa w Galerie Moderne w Sztokholmie
- 1987: wystawa w Agnew’s and the Belgrave Gallery w Londynie – dzięki niej, artystka została ponownie „odkryta”
- 1990: kolejna wystawa w Agnew’s and the Belgrave Gallery w Londynie – prace Laserstein pokazywane są razem z pracami jej nauczyciela Erich Wolfsfelda i ucznia Gottfrieda Meyera
- 2003–2004: Lotte Laserstein – My Only Reality, wystawa w Das Verborgene Museum w Berlinie i Dreźnie[2][10]